# 艾于勒
艾于勒（挪威語：Aure）是挪威默勒-魯姆斯達爾郡的一個市镇，行政中心为艾于勒村。市镇面积为641.29平方公里，人口数量为3,381人（2023年），人口密度为每平方公里5.4人。